# 竹田光珠
竹田 光珠（たけだ こうじゅ、1991年5月8日 - ）は、日本のプロレスラー、モデル。

## 経歴
2017年1月16日、新宿二丁目プロレスAiSOTOPE LOUNGE大会における宮本裕向戦でデビュー。
2018年3月25日、DDTプロレスリング両国国技館大会でKO-D6人タッグ王座を戴冠。
12月30日、大日本プロレス後楽園ホール大会でパーティーボーイズに加入。
2019年11月30日、新宿二丁目プロレス世界館大会で新宿二丁目プロレス認定ILNP王座を戴冠。
2020年10月31日、666新木場1stRing大会でトライアングルリボン王座を戴冠。（レディー・コウジュとして）
2021年1月9日、新宿二丁目プロレス新宿FACE大会で初代プロデューサーの忍から任命され、二代目プロデューサーに就任。
6月6日、666新木場1stRING大会にて児玉裕輔と組み神楽＆ダイナスティとマスカラ・コントラ・カベジェラ戦にて対戦するも敗北。試合形式に則り髪の毛を失う。
2022年6月19日、TTTプロレスリング新宿FACE大会でTTT認定インディー統一6人タッグ王座を戴冠。（ガーリン・シュー・ペローズCとして）
8月14日、DDTプロレスリング後楽園ホール大会でフェロモンズに加入。
12月20日、メビウスGENスポーツパレス大会で金のふんどし王座を戴冠。
2023年2月18日、TTTプロレスリング新木場1stRING大会でTTT認定インディー統一6人タッグ王座を戴冠。
8月2日、666後楽園ホール大会で666認定無秩序無差別級王座を戴冠。
12月29日、666新木場1stRING大会で怪我による長期欠場の為、666認定無秩序無差別級王座を返上。
2024年12月26日、666新木場1stRING大会で復帰。

## 得意技
- ジャーマンスープレックス
- スピアー

## タイトル歴
暗黒プロレス組織666
- 666認定無秩序無差別級王座（第4代）
- 新宿二丁目プロレス認定ILNP王座（第4代）

DDTプロレスリング
- KO-D6人タッグ王座（第33代）（パートナーは上野勇希、梅田公太）

アイスリボン
- トライアングルリボン王座（第37代）

TTTプロレスリング
- TTT認定インディー統一6人タッグ王座（初代、第3代）（パートナーは藤原秀旺、ガーリン・シュー・ペローズB→バナナ千賀、雪妃真矢）

MOBIUS
- 金のふんどし王座

## 入場曲
- Drunken Lullabies（Flogging Molly）

## テレビ出演
- 水曜日のダウンタウン（2019年9月4日）- エル・チキンライス役